# Paul Burrell
Paul Burrell (Grassmoor bij Chesterfield (Derbyshire), 6 juni 1958) is een voormalige Britse huishoudelijke bediende.
Bij het grote publiek is hij bekend geworden als de butler van prinses Diana. Voordien werkte hij als lakei voor koningin Elizabeth. Over zijn tijd als de butler van Diana schreef hij in 2003 het boek A Royal Duty.
In 2002 werd Burrell vervolgd wegens de vermeende diefstal van brieven en andere zaken van Diana. Het proces werd stopgezet, toen bewijzen waren overgelegd waaruit bleek dat Burrell met Koningin Elizabeth over deze bezittingen had gesproken. Dit ondersteunde zijn bewering, dat hij deze zaken bewaarde met de instemming van de koninklijke familie. De koningin kon om constitutionele redenen niet worden opgeroepen als getuige. Er ontstonden geruchten, dat de rechtszaak een poging tot cover-up van een geheim was, gevolgd door allerlei andere geruchten, waaronder een over verkrachting. Deze verhalen werden breed uitgemeten in de tabloid-pers. Een en ander staat bekend als de affaire Burrell.
In januari 2008 werd Burrell als getuige opgeroepen in het officiële onderzoek naar de dood van Prinses Diana. Hij ontkende dat de prinses van plan was zich te gaan verloven met Dodi Al-Fayed en vlak voor haar dood nog steeds verliefd was op hartchirurg Hasnath Khan. Opnieuw vertelde hij een groot geheim met zich mee te dragen en dit te zullen meenemen in zijn graf. In februari 2008 kwam The Sun met het bericht, dat Burrell tijdens zijn verhoor voor de onderzoekscommissie niet de volledige waarheid had verteld. Op een tape, in het bezit van de krant, zegt de ex-butler dat hij een akkoordje had gesloten met de koningin.
De afgelopen jaren is Burrell verschillende keren opgetreden in allerlei tv-programma's. Burrell heeft tegenwoordig een bloemenzaak.
- Gemeinsame Normdatei: 128590882
- International Standard Name Identifier: 0000 0001 0922 6549
- Library of Congress Control Number: no00007804
- Nationale Bibliotheek van Letland: 000068895
- Nationale Bibliotheek van Tsjechië: xx0022975
- Nederlandse Thesaurus van Auteursnamen: 256150044
- Système universitaire de documentation: 080713742
- Virtual International Authority File: 7630136
- WorldCat: E39PBJwthtt3tp9x8g7mJh8DMP